# سجل مونترو
سجل مونترو (بالإنجليزية: Montreux Record)‏، هو سجل لمواقع الأراضي الرطبة في قائمة الأراضي الرطبة ذات الأهمية الدولية حيث حدثت أو تحدث تغييرات في الطابع الإيكولوجي، أو من المحتمل أن تحدث نتيجة للتطورات التكنولوجية، والتلوث أو تدخل بشري آخر. يتم تحضيرها كجزء من قائمة رامسار.